# Liste der Monuments historiques in Bourguignon-lès-la-Charité
Die Liste der Monuments historiques in Bourguignon-lès-la-Charité führt die Monuments historiques in der französischen Gemeinde Bourguignon-lès-la-Charité auf.

## Liste der Objekte
| Bezeichnung                   | Beschreibung                                                                   | Standort                                | Kennzeichnung | Schutzstatus | Datum | Bild |
| ----------------------------- | ------------------------------------------------------------------------------ | --------------------------------------- | ------------- | ------------ | ----- | ---- |
| Krankenziborium               | Silber, erste Hälfte des 18. Jahrhunderts                                      | in der Kirche Sts-Pierre-et-Paul (Lage) | PM70000150    | Classé       | 1970  |      |
| Kanzel                        | Holz, farbig gefasst, um 1740                                                  | in der Kirche Sts-Pierre-et-Paul (Lage) | PM70000151    | Classé       | 1970  |      |
| Ziborium                      | Silber, vergoldet, gemarkt 1663, Goldschmied Charles-Oger Chenevière           | in der Kirche Sts-Pierre-et-Paul (Lage) | PM70000152    | Classé       | 1970  |      |
| Kelch                         | Silber, vergoldet, gemarkt 1750/51, Goldschmied Pierre-François Grandguillaume | in der Kirche Sts-Pierre-et-Paul (Lage) | PM70000153    | Classé       | 1970  |      |
| Hauptaltar                    | Altartisch, Tabernakel und Retabel; Holz, farbig gefasst, 18. Jahrhundert      | in der Kirche Sts-Pierre-et-Paul (Lage) | PM70000154    | Classé       | 1976  |      |
| Kruzifix                      | Holz, farbig gefasst, 18. Jahrhundert                                          | in der Kirche Sts-Pierre-et-Paul (Lage) | PM70002221    | Inscrit      | 1989  |      |
| Monstranz                     | Silber, vergoldet, zwischen 1809 und 1819, Goldschmied Jérôme Asselin          | in der Kirche Sts-Pierre-et-Paul (Lage) | PM70002222    | Inscrit      | 2006  |      |
| Skulptur Unterweisung Mariens | Holz, vergoldet, Anfang des 19. Jahrhunderts                                   | in der Kirche Sts-Pierre-et-Paul (Lage) | PM70003665    | Inscrit      | 2006  |      |
| Kommunionbank                 | Schmiedeeisen, 18. Jahrhundert                                                 | in der Kirche Sts-Pierre-et-Paul (Lage) | PM70003666    | Inscrit      | 2006  |      |
| Abschrankung                  | Schmiedeeisen, 18. Jahrhundert                                                 | in der Kirche Sts-Pierre-et-Paul (Lage) | PM70003667    | Inscrit      | 2006  |      |